# Beetebuerger Basket Club Nitia
Le  BBC Nitia est le premier club de basket-ball Luxembourgeois originaire de Bettembourg. Depuis sa création en 1932, le club a gagné 17 titres de champion du Luxembourg.

## Historique
Fondé en 1932 par Léon BROSIUS, pionnier du basket luxembourgeois, le BBC NITIA Bettembourg est le premier club de basket du Grand-Duché de Luxembourg.
Initialement dénommé KJ Bettemburg (Katholischer Jünglingsverein Bettemburg), le club est ensuite rebaptisé CSC NITIA Bettemburg en 1934. Pendant longtemps, le club fut le seul club de Bettembourg.
En 1945, le deuxième club de basket de Bettembourg est fondé, le BBC (Basket-Ball-Club de Bettembourg).

En 1968, les deux clubs fusionnent alors pour former le BBC NITIA Beetebuerg.

## Palmarès

### Équipe masculine
- Championnat de Luxembourg
  - 17 titres : 1934, 1935, 1936, 1937, 1938, 1939, 1940, 1945, 1946, 1947, 1948, 1949, 1950, 1951, 1953, 1954, 1955
- Challenge Hartmann:
  - 5 titres : 1934, 1936, 1938, 1939, 1940
- Coupe de la Fédération :
  - 7 titre : 1946, 1947, 1947, 1949, 1951, 1952, 1953
- Coupe Commémorative/ Coupe FLBB:
  - 10 titres : 1950  1951, 1954, 1957, 1959, 1969, 1972, 1983, 2002, 2014,
- Coupe de Luxembourg
  - 3 titres : 1954, 1958, 1968

## Entraineurs successifs
- GRAND Eric (2017-2023) MOTION HONORÉ 
- HEBBERT Pierre (2023-...) montée en N2

## Effectifs actuels
- #4 THIAM DIOP Mamadou
- #5 PAPADOPOULOS Odysseas
- #6 JENIN Cyril
- #7 LOBE LOBAS Louis-Stéphane
- #8 LECLERC Chris
- #9 PRIOR Daniel
- #10 TECK Christopher
- #11 PRIOR Alex
- #12 MENDES Mike
- #13 PAIN Cedric
- #14 BOUS Jerome
- #15 HORSMANS Noah
- LANA Anthony
- PRIGENT Noé
- PRIGENT Thomas
- ALMEIDA Wesley
- BUTLER Noah
- LUMBU Joan